# مؤسسه آموزش عالی رفاه افغانستان

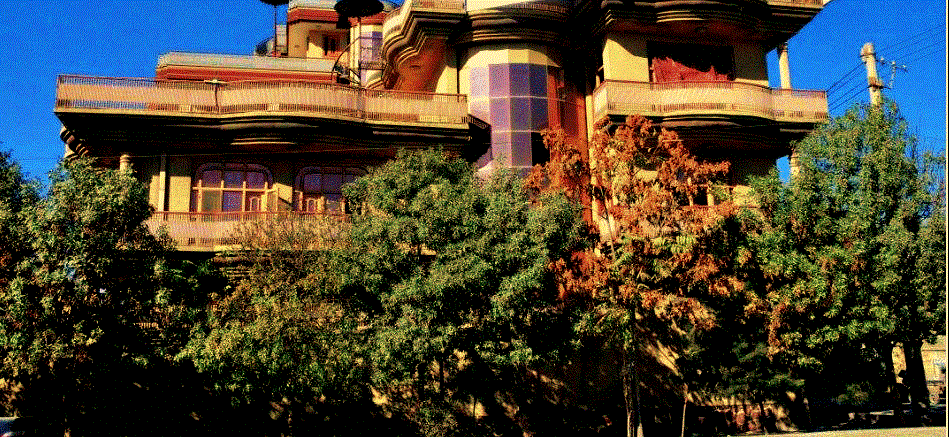
ساختمان انستیتوت رفاه افغانستان

انستیتوت مسلکی رفاه افغانستان یا مؤسسه آموزش عالی رفاه افغانستان یکی از مؤسسات آموزش عالی در افغانستان است که در سال ۱۳۹۳ خورشیدی در زیر مجموعه آموزش‌های تخنیکی، مسلکی، هنری و حرفوی وزارت معارف این کشور، ایجاد شده‌است. این مؤسسه، اکنون دارای سه رشته تحصیلی ژورنالیزم، علوم کامپیوتر و اقتصاد تجارت می‌باشد و رسالت وظیفه‌ای آموزش و پرورش را در این حریم دنبال می‌کند.
بنیانگذار این انستیتوت سید حلیم هاشمی می‌باشد که در حال حاضر ریاست این مؤسسه را به عهده دارد.
| شعار             | تعهد، تخصص، شکوفایی              |
| تأسیس            | ۱۳۹۳ خورشیدی                     |
| نوع              | غیردولتی                         |
| بنیانگذار و رئیس | سید حلیم هاشمی                   |
| رشته‌ها           | اقتصاد، ژورنالیزم، علوم کامپیوتر |
| فارغ التحصیلان   | ۱۲۹۰                             |
| مکان             | کابل، افغانستان                  |

## شناخت

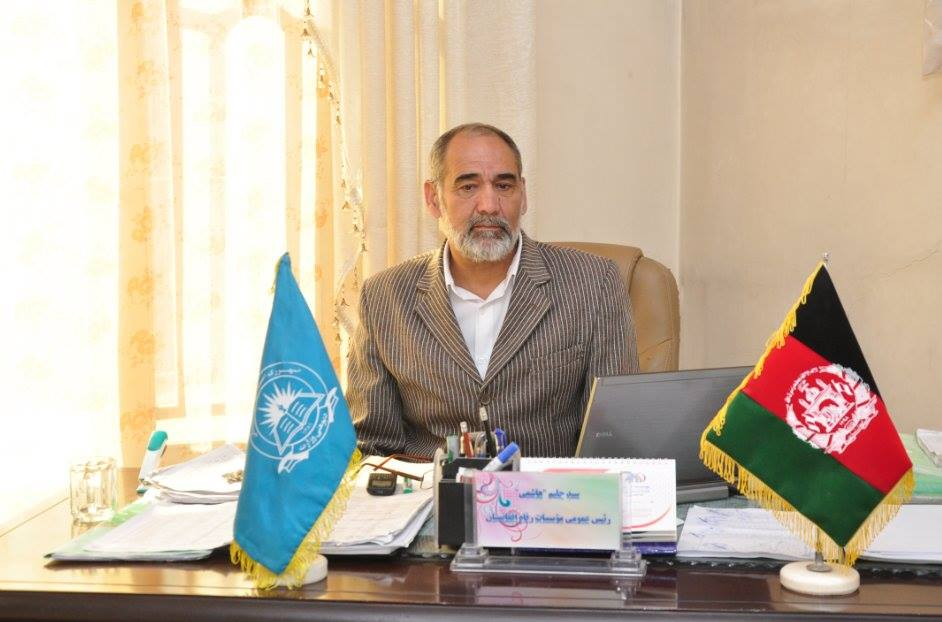
سید حلیم هاشمی بنیانگذار این مؤسسه

تحقق اهداف و مقاصد اجتماعی؛ ابزار پاسخ گویی به انتظارات رشد و توسعه اجتماعی، اقتصادی و سیاسی جامعه؛ شاخص اختیار انتظام و بقای حیات امور انسانی؛ دگرگونی محیطی مثبت که مؤلد رفاه و تسهیل روش زندگانی بشر باشد؛ همه در انحصار کارکرد آموزش و پرورش قرار می‌گیرد.
نهادهای آموزشی عالی، پیوسته به تمثیل نقش آموزش و پرورش در جامعه پذیری، انتقال ارزشها، گرایشها، آداب و رسوم فرهنگی؛ تربیت نیروی کار ماهر و متخصص؛ تسهیل تحرک شغلی؛ ابقای ارزشهای تعهد و وفاداری، حفظ نظم و اخلاق اجتماعی، تقویت اتحاد و یکپارچگی، دگرگون ساختن مثبت نگرشهای شخصی؛ گسترش حوزه پژوهش، نوسازی جامعه و نهایتاً متابعت از اهداف کلان جمهوری اسلامی افغانستان، می‌پردازند و از این میان انستیتوت مسلکی رفاه افغانستان یک نهاد آموزش عالی مسلکی، در کنار سایر مؤسسات به تعمیم و همگانی سازی آموزش و پرورش و ایجاد نظام تحصیلی با کیفیت تلاش می‌نماید.
مؤسسه آموزش‌های عالی مسلکی رفاه افغانستان تحت نام «انستیتوت مسلکی رفاه افغانستان» در سال ۱۳۹۳ خورشیدی با ارائه اساسنامه ایجاد به وزارت جلیله معارف تأسیس شده در همان سال در دو رشته اقتصاد و علوم کامپیوتر، با پذیرش ۳۳۰ تن دانشجو به فعالیت آغاز نمود. اکنون با دو گرایش شبکه و دیتابیس در رشته علوم کامپیوتر، دو گرایش اقتصاد تجارت و مدیریت در رشته اقتصاد و گرایش رادیو-تلویزیون در رشته ژورنالیزم به تحقق اهداف نخستین خویش می‌پردازد. البته، گروه آموزشی ثقافت اسلامی، مسئول ترویج و تقویت حاکمیت بینش توحیدی، ارتقاء معیارهای اخلاقی و هویت اسلامی، تعمیق معارف و مبانی دینی و تحقق اهداف اجتماعی و نگرشهای اسلامی برای مؤسسه بوده و مشتاقانه به این امر اسلامی و ملی مأموریت اجرا می‌کند. در این محور، گروه‌های آموزشی زبان خارجی و علوم کامپیوتر به تقویت سایر برنامه‌های آموزشی متمرکز اند.
ساختار تشکیلات مؤسسه طبق معیارهای ملی و جهانی آموزش و پرورش شکل یافته در راستای تحقق مرام‌های ملی معارف کشور، اهداف عمومی مؤسسه و نقشه خصوصی مدیریت‌های عملیاتی مؤسسه ایفای نقش می‌نماید.
اعضاء هیئت علمی مؤسسه با حس وطن‌پرستی، با درک ملی و اسلامی و رعایت اصول استخدام استادان مؤسسات عالی تعلیمات تخنیکی و مسلکی برگزیده شده، به وظیفه مقدس تعلم و نیاز مبرم پژوهش مصروف اند.
نظام کارآ و برنامه منظم تحصیلی، استادان فرهیخته، ساختار سازمانی متناسب و اهداف راهبردی منطق بر گسترش علوم و نگرشهای اسلامی، مؤسسه ای آموزشی را زیر نام «رفاه افغانستان» با شعار تعهد، تخصص و شکوفایی شکل داده‌است که آموزش را هدفی از زندگانی جوامع می‌داند و بقای حیات را منحصر فعالیت‌های این هدف می‌پندارد.

## تاریخچه
مؤسسه آموزش عالی رفاه افغانستان در سال ۱۳۹۳ خورشیدی تجت نام رسمی انستیتوت رفاه افغانستان بعد از اخذ مجور فعالیت تعلیمی وزارت معارف در سب سکتور تعلیمات تخنیکی و مسلکی در ولایت کابل به فعالیت آغاز نمود. در سال ۱۳۹۳ خورشیدی ۳۳۰ تن دانشجو در دو رشته اقتصاد تجارتی و علوم کامپیوتر به این انستیتوت پیوستند. این مؤسسه در سال ۱۳۹۴ خورشیدی مجوز تدریس رشته ژورنالیزم را از معینیت محترم تعلیمات تخنیکی و مسلکی وزارت معارف کشور کسب کرد و در این سال ۴۵۰ تن دانشجو، جدیداً به این نهاد شامل گردیدند. دانشجویان مشمول سال‌های ۱۳۹۳ و ۱۳۹۴ مجموعاً به ۷۸۰ تن رسیده و در سه دور به سطح کاردانی (فوق بکلوریای مسلکی) فراغت حاصل نمودند.
مؤسسه آموزش عالی رفاه افغانستان توسط وزارت معارف وزارت معارف و مرجع آموزش فنی و حرفه ای TVETA در سال ۲۰۱۹ به عنوان انستیتوت کامپیوتر ساینس و مدیریت شناخته شده‌است. 

## رشته‌ها
مؤسسه آموزش عالی رفاه افغانستان دارای سه رشته ژورنالیزم، اقتصاد و علوم کامپیوتر می‌باشد. نصاب تحصیلی این رشته‌ها از سوی سازمان تعلیمات تخنیکی و مسلکی و وزارت معارف افغانستان تصویب و تدوین شده‌است در مقطع کاردانی (فوق بکلوریای مسلکی) تدریس می‌گردد.
رشته علوم کامپیوتر با دو گروه آموزشی شبکه‌های کامپیوتری و دیتابیس؛ رشته اقتصاد با دو گروه آموزشی اقتصاد بازرگانی (اقتصاد تجارتی) و اداره و مدیریت و رشته ژورنالیزم یا یک گروه آموزشی رادیو-تلویزیون شامل گروه‌های آموزشی این مؤسسه‌اند. البته، گروه آموزشی ثقافت اسلامی مسئول ترویج فرهنگ و معارف اسلامی بوده و گروه آموزشی زبان خارجی به تدریس زبان خارجی برای دانشجویان می‌پردازند.

## فعالیت‌های علمی و فرهنگی
مؤسسه آموزش عالی رفاه افغانستان از بدو تأسیس تا کنون به ایجاد نظام با کیفیت تحصیلی، تدوین کتب درسی معیاری و فراهم آوری تجهیزات لازم درسی و آزمایشگاهی تلاش می‌نماید و بدین منظور تا حد ممکن سعی می‌نماید تا برنامه‌های علمی و فرهنگی خویش را به این اهداف متمرکز سازد.
این مؤسسه برای رشد فرهنگی دانشجویان و جامعه علمی کشور، نشریه علمی رفاه افغانستان را ایجاد نموده‌است تا استادان محترم بتوانند مقالات پژوهشی خویش را از طریق این نشریه به نشر برسانند و دانشجویان نیز در انتشار مقالات علمی-ترویجی سهم ایفا نمایند.
این مؤسسه با امضاء قرارداد حمایت آکادمیک با سازمان مارس در سال ۱۳۹۳ از حمایت این مؤسسه برخوردار شد و در سال‌های ۲۰۱۵ و ۲۰۱۶ میلادی با امضاء قرارداد همکاری با مؤسسه اهید و USAID دو دوره آموزشی مدیریت پروژه و مدیریت مالی را برای ۸۶ تن دانشجو دایر نمود. البته، دوره آموزش زبان آلمانی برای دانشجویان نیز یکی از این برنامه هاست که زمینه آموزش ۷ تن دانشجوی علاقه‌مند آموزش این زبان را فراهم کرد.
پلان توسعه یی درازمدت مؤسسه بر ایجاد نظام با کیفیت تحصیلی، استفاده از میتودهای معاصر آموزشی، تدوین کتب معیاری، تجهیز لوازم درسی و مدیریت الکترونیک اداره تمرکز دارد.

## اهداف و مأموریتها
افغانستان کشوریست که جدیداً به سوی پیشرفت قدم گذاشته، مؤسسات آموزشی در تلاش فراهم آوری زمینه آموزش برای تمام اقشار اجتماعی کشور، بدون تبعیض و امتیاز اند. از این لحاظ، انستیتوت مسلکی رفاه افغانستان با قرار دادن این هدف بزرگ در اولویت‌های برنامه‌های آموزشی خویش، اهداف بزرگ وزارت معارف کشور را تعقیب می‌نماید. از میان سایر اهداف می‌توان به نکات آتی اشاره نمود:
اول: مؤسسه در نظر دارد تا با همگانی سازی آموزش عالی تخنیکی و مسلکی وظیفه ای وجودی، ملی و انسانی خویش را ایفا نماید.
دوم: مؤسسه مصمم است؛ با ایجاد تخصص و تعهد مسلکی، زمینه طرح، تطبیق و اجرای برنامه‌های آموزشی را تعقیب نماید.
سوم: بلند بردن سطح کیفیت آموزش عالی فنی و مسلکی را با در نظر داشت معیارهای ملی و جهانیٰ، یکی از اهداف اجرای برنامه‌های آموزشی خویش می‌داند.
چهارم: با استفاده از ارشادات دین مقدس اسلام، جهت تربیهٔ کدرهای مسلکی کشور اقدام می‌ورزد.
پنجم: استفاده از روشهای معاصر آموزشی جهت تطبیق برنامه‌های آکادمیک را نیازی مبرم در ترویج علم که وظیفه وجدانی، انسانی و ایمانی است، می‌پندارد.
ششم: ایجاد برنامه‌های درسی نوین افغانستان‌شناسی و افغانستان دوستی را در میان سایر برنامه‌های درسی برای ارج گذاری به ارزشهای و گرایشهای ملی اهمیت می‌دهد.
هفتم: اجرای برنامه‌های مثمر و مؤثر را برای بهبود و ارتقاء ظرفیت علمی مأموریتی مهم می‌خواند.
هشتم: استفاده از جوانترین و شایسته‌ترین کدرها در تربیت دانشجویان افتخار می‌داند که نیروی متخصص و مأهری را به کار گماشته‌است.
نهم: تطبیق تمام قوانین دولت جمهوری اسلامی افغانستان و لوایح، مصؤبات، مقررات و قوانین وزارت محترم معارف را در زمره اهداف اساسی قرار می‌دهد.